# Kartlewo
Kartlewo [karˈtlɛvɔ] (tiếng Đức: Kartlow)  là một ngôi làng thuộc khu hành chính của Gmina Przybiernów, thuộc hạt Goleniów, West Pomeranian Voivodeship, ở phía tây bắc Ba Lan. Nó nằm khoảng 5 kilômét (3 mi)   phía bắc Przybiernów, 27 km (17 mi) về phía bắc Goleniów và 44 km (27 mi) phía bắc thủ đô khu vực Szczecin.
Trước năm 1945, khu vực này là một phần của Đức. Đối với lịch sử của khu vực, xem Lịch sử của Pomerania.

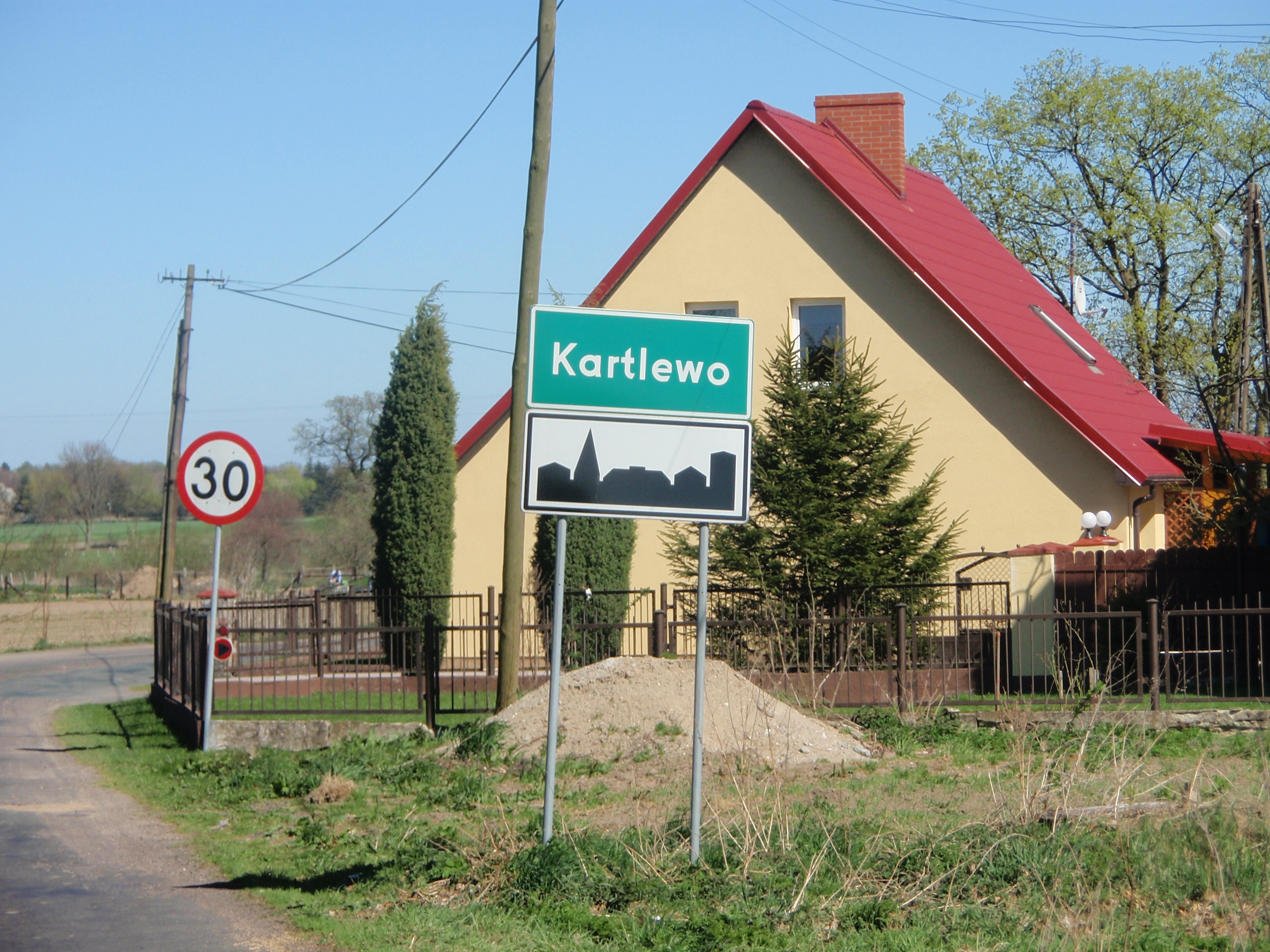
Bảng chào mừng ở Kartlewo

Làng có dân số 220 người. 